# Escordiscs
Els escordiscs (en grec antic: Σκορδίσκοι, llatí: Scordisci) van ser una poderosa tribu celta (o bé il·líria) que vivien a la part sud de la Baixa Pannònia, entre els rius Sava, Drava i Danubi.
En general, es considera que els gals tectòsages dels Balcans es van dividir i una part va tornar a la Gàl·lia, però un grup important dirigit per Batanat, va anar a Pannònia, a la confluència del Danubi i el Sava, i s'hi van establir agafant el nom d'escordiscs. La ruta presa pels gals per anar a Pannònia es va dir durant molt de temps Camí de Batanat, i el mateix poble arribà a ser anomenat també batanat. Ateneu de Nàucratis diu que menyspreaven l'or, però es dedicaven al saqueig quan podien, i van assolar Pannònia i parts de Tràcia i Il·líria, on s'haurien barrejat amb els natius del país.
Una incursió a Macedònia quan ja era possessió romana, i la crueltat amb els presoners de guerra (que eren sacrificats a Bel·lona i Mart), va provocar la guerra, però els romans, manats pel cònsol Gai Porci Cató, van ser derrotats l'any 114 aC, i el seu exèrcit destruït. Això va animar els escordiscs a continuar amb les incursions, però dos anys després, el cònsol Marc Livi Emilià Drus els va refusar i els va forçar a viure a una part reduïda dels seus territoris més enllà de la riba esquerra del Danubi. Segons Estrabó, van ser damnats per les seves lluites amb els dacis i els tribal·lis, i els romans els van sotmetre fàcilment durant la seva conquesta de Pannònia en temps de Tiberi. Progressivament van desaparèixer com a poble.